# Victoria Ponsonby, Baroness Sysonby
Victoria („Ria“) Lily Hegan Ponsonby, Baroness Sysonby (* 4. Februar 1874 als Victoria Lily Hegan Kennard; † 2. Juni 1955), war eine britische Adlige und Kochbuchautorin.

## Biografie
Die Tochter von Colonel Edmund Hegan Kennard und Agnes Hegan heiratete am 17. Mai 1899 Frederick Ponsonby, 1. Baron Sysonby, den Privatsekretär von Queen Victoria und später von Eduard VII. Das Paar hatte drei Kinder: einen Sohn, der als Kleinkind starb, Loelia Mary Ponsonby, die Hugh Grosvenor, 2. Duke of Westminster, und später den Polarforscher Sir Martin Lindsay, 1. Baronet heiratete, sowie Edward Ponsonby, 2. Baron Sysonby.
Nach ihrer Heirat begann Lady Sysonby, sich für das Kochen zu begeistern. Als Basis benutzte sie die Rezepte ihrer Mutter, Großmutter und Urgroßmutter. 1935, nach dem Tod ihres Ehemanns, veröffentlichte sie Lady Sysonby’s Cook Book mit Illustrationen von Oliver Messel. Das Buch war ein Erfolg. 1948 erschien eine zweite, erweiterte Ausgabe.